# Congregació dels Esclaus del Dolç Nom de Maria
La Real Congregación de Esclavos del Dulce Nombre de María, coneguda popularment com a Congregació de l'Ave Maria, és un institut secular, confraria laica dedicada a l'assistència als necessitats.

## Història
Va ser fundada pel sant trinitari Simón de Rojas el 21 de novembre de 1611, a Madrid, amb el suport de Felip III d'Espanya. El sant, gran devot de la Mare de Déu, va voler fundar una confraria de tipus espiritual i pietós que en difongués aquesta devoció entre els laics. Era una congregació d'"esclaus", forma de devoció característica de l'època, perquè els membres pretenien lliurar-se plenament a la voluntat divina, esdevenint esclaus de la Mare de Déu i de Déu mateix, fent la seva voluntat. Arran de l'assistència que havia donant a la reina Margarida d'Àustria en morir, el rei li va oferir el suport per a la seva fundació, que va adoptar el nom de Reial Congregació i va fer-se ell mateix membre de la congregació, com també la resta de membre de la família reial.
A més, preocupat per la quantitat d'indigents i necessitats que hi havia a la capital del regne, va voler que la nova institució fes alguna cosa per a donar-lo acollida i minvar les seves mancances. Així, eñ desembre de 1618 es va obrir un menjador per a donar menjar a pobres i necessitats, prop del centre de Madrid amb el nom de Comedor del Ave María i que encara avui funciona amb el mateix objectiu. El menjador és servit i organitzat per frares de l'Orde dels Trinitaris i voluntaris des de la seva fundació.
Bona part dels seus membres, tots laics, pertanyien a l'aristocràcia i les clases altes de la cort, seguint l'exemple de la família reial. S'ocupaven de proveir fons per a les obres de caritat de la fundació, entre les quals, la més coneguda era el menjador popular que es va obrir
El centre devocional era la capella de la Mare de Déu de l'Expectació, al convent trinitari d'Atocha, avui desaparegut.
La congregació es va estendre per altres llocs d'Espanya i Amèrica, on va adoptar noms diversos i on va dedicar-se a objectius pietosos, benèfics i filantròpics. Avui continua desenvolupant funcions benèfiques i mantenint menjadors populars i jurídicament s'ha constituït com a fundació: Fundación Real Cofradía del Ave María.